# Tàngara quatreülls de corona negra
La tàngara quatreülls de corona negra (Phaenicophilus palmarum) és un ocell de la família dels fenicofílids (Phaenicophilidae).

## Hàbitat i distribució
Habita el bosc obert, matolls i pantans de les terres baixes de l'illa de la Hispaniola.